# Kajartengguli
Kajartengguli is een bestuurslaag in het regentschap Sidoarjo van de provincie Oost-Java, Indonesië. Kajartengguli telt 2526 inwoners (volkstelling 2010).